# شهر اندوه
شهر اندوه (انگلیسی: A City of Sadness) فیلمی در ژانر درام به کارگردانی هو شیائو-شین است که در سال ۱۹۸۹ منتشر شد. از بازیگران آن می‌توان به تونی لیانگ اشاره کرد.

شهر اندوه اولین فیلم تایوانی بود که توانست برنده جایزه شیر طلایی جشنواره فیلم ونیز شود.